# Papestra glauca
Papestra glauca är en fjärilsart som beskrevs av Jacob Hübner 1808/9. Papestra glauca ingår i släktet Papestra och familjen nattflyn. Inga underarter finns listade i Catalogue of Life.